# Smerz
Smerz ist ein Musikduo, das aus den beiden Norwegerinnen Henriette Motzfeldt und Catharina Stoltenberg besteht. Das Duo ist in der dänischen Hauptstadt Kopenhagen angesiedelt.

## Geschichte
Das Duo wurde im Jahr 2013 von Henriette Motzfeldt und Catharina Stoltenberg, der Tochter von Jens Stoltenberg und Ingrid Schulerud, gegründet. Der Name Smerz leitet sich aus dem Deutschen ab. Motzfeld und Stoltenberg wuchsen beide in Oslo auf, im Jahr 2011 zogen sie zum Studium nach Kopenhagen. Die beiden brachen schließlich ihr Studium ab, um hauptberuflich als Musiker zu arbeiten. Später setzten sie ihre Studien fort.
Smerz erhielt 2017 einen Vertrag beim Label XL Recordings. Mit Okey veröffentlichte das Duo im Jahr 2017 seine Debüt-EP. Im Jahr darauf folgte die EP Have Fun. Für Have Fun wurden sie beim Spellemannprisen 2018 in der Elektronika-Kategorie nominiert. Im Jahr 2018 trat das Duo unter anderem beim dänischen Roskilde-Festival und dem norwegischen Øyafestivalen auf. Das Debütalbum von Smerz, das den Titel Believer erhielt, ließ Mathematik, Electro und Klassik aufeinandertreffen und kam im Jahr 2021 heraus. Für das Werk erhielten sie erneut eine Nominierung in der Elektronika-Kategorie des Spellemannprisens. Im Februar 2024 gaben die beiden die EP Allina über die fiktive Popsängerin Allina heraus.

## Stil
Die Musik des Duos wird meist der elektronischen Musik zugerechnet. Julia Lorenz schrieb in einer Rezension für den Musikexpress, dass die Musik von Smerz „Musik zwischen sinnlichem R’n’B, Footwork, Techno und dem Dream-Pop-Stoff, aus dem Albträume sind“ sei und die beiden bei ihrem Album Believer zu einer „wundersamen, technoiden Form von Kammermusik mit wilden Rave-Ausbrüchen“ gefunden haben. Das Album enthält sowohl englisch- als auch norwegischsprachige Lieder. In einer Kritik bei Pitchfork wurde über die Lieder des Werks geschrieben, dass diese von einem „doppelten Gefühl von Unbehagen und Versuchung“ leben und die besten Songs die „Grenze zwischen Hedonismus und Angst“ verwischen würden.

## Auszeichnungen
Spellemannprisen
- 2018: Nominierung in der Kategorie „Elektronika“ (für Have Fun)
- 2021: Nominierung in der Kategorie „Elektronika“ (für Believer)

## Diskografie

### Alben
- 2021: Believer
- 2024: Tidligere den dagen

### EPs
- 2017: Okey
- 2018: Have Fun
- 2024: Allina